# Bulbophyllum dalatense
Bulbophyllum dalatense là một loài phong lan thuộc chi Bulbophyllum.